# Saïd bin Habib
Saïd bin Habib el-Afifi was een Arabo-Swahilische handelaar uit Zanzibar die de eerste gedocumenteerde oversteek van het Afrikaanse continent maakte. In 1844/1845 vertrok hij met een grote karavaan in Bagamoyo. Hij volgde de traditionele route langs de rivieren de Ruvu en de Lufiji naar Ujiji. Daar stak hij met een kleinere groep (enkele partners en een tweehondertal gewapende dragers) het Tanganyikameer over en vond hij via het Congobekken en Katanga zijn weg naar Benguela, waar hij in 1852 verscheen aan het hoofd van ruim 40 man. Met de Portugees António da Silva Porto aanvaardde hij de terugtocht. Na zijn terugkeer te Zanzibar in 1860 tekenden de Engelsen een verslag van zijn reis op.
In 1868 had Bin Habib in de omgeving van Mpweto een ontmoeting met David Livingstone. Hij vertelde de Schotse ontdekkingsreiziger dat hij bezig was met een wraakexpeditie tegen Kilolo Ntambo wegens de moord op zijn broer Salim bin Habib. Nog volgens Livingstone behaalde Bin Habib zoveel buit op deze expeditie (o.m. 10.500 pond koper) dat hij zich definitief in Zanzibar kon vestigen.